# Helmstedter Straße 57 (Magdeburg)

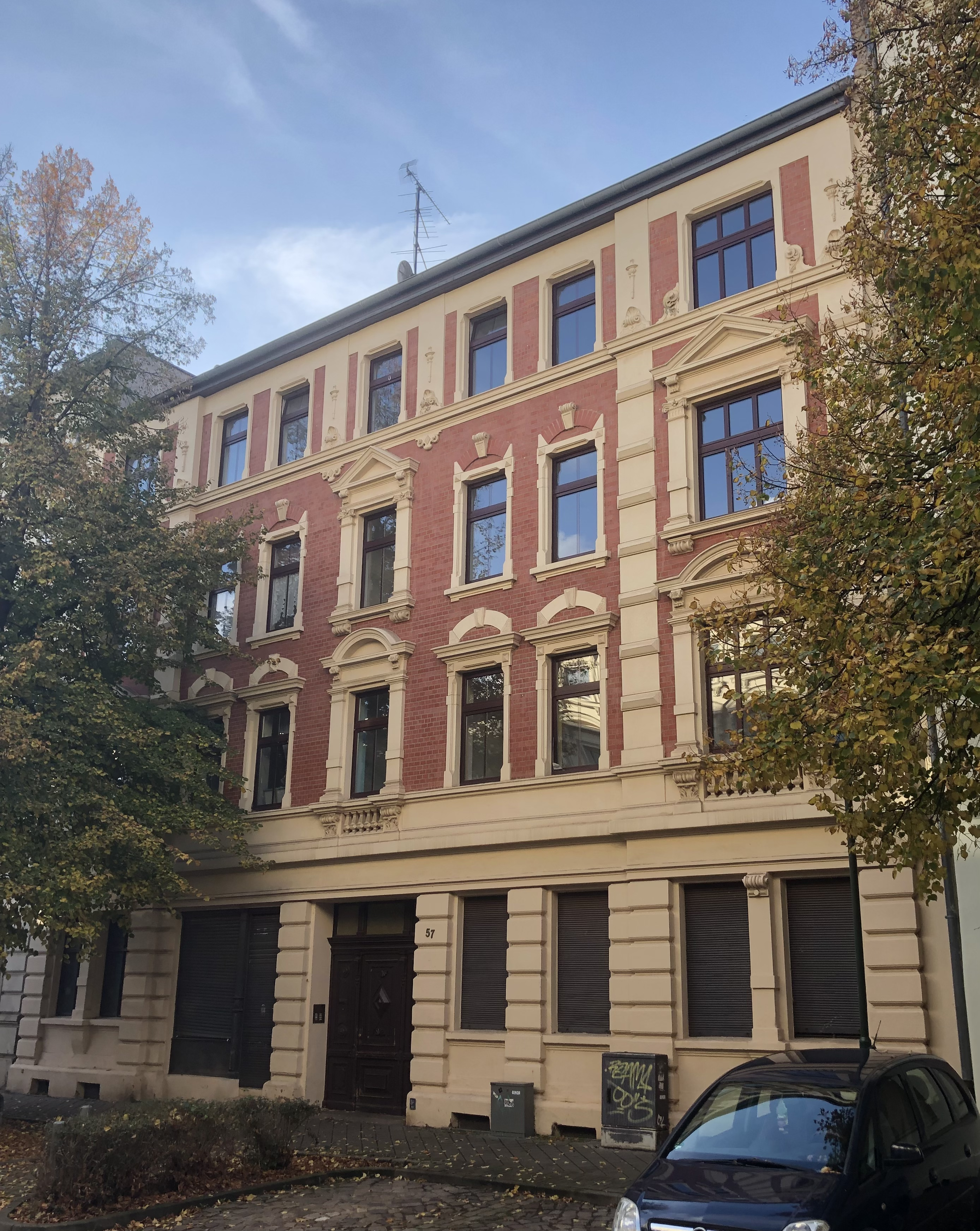
Haus Helmstedter Straße 57 im Jahr 2022

Helmstedter Straße 57 ist ein denkmalgeschütztes Wohnhaus im Magdeburger Stadtteil Sudenburg in Sachsen-Anhalt.

## Lage
Das Gebäude befindet sich auf der Westseite der Helmstedter Straße. Es gehört auch zum Denkmalbereich Helmstedter Straße 5–13, 53–55, 57–61. Südlich grenzt das gleichfalls denkmalgeschützte Haus Helmstedter Straße 58 an.

## Architektur und Geschichte
Das viergeschossige Haus entstand im späten 19. Jahrhundert. Die siebenachsige Klinkerfassade ist im Stil der Neorenaissance gestaltet. Das verputzte Erdgeschoss weist eine Rustizierung auf. Dort ist auf der linken Seite ein Ladengeschäft integriert. In der mittleren Achse befindet sich der Hauseingang. Die darüber befindlichen Fenster der Mittelachse sind im ersten und zweiten Obergeschoss mittels eines Segmentbogen- bzw. Dreiecksgiebels überspannt. Die Fensteröffnung in der Beletage ist in dieser Achse mit Baluster und Pilaster, im zweiten Obergeschoss nur mit Pilaster versehen. Die seitlichen Achsen sind in Form flacher Risalite hervorgehoben und ebenfalls mit Rustizierungen ausgestattet. Die Fensteröffnungen sind hier in den oberen Geschossen breiter und mit Segmentbogen- bzw. Dreiecksgiebeln bekrönt. Am dritten Obergeschoss befinden sich Stuckverzierungen mit ornamentalen Motiven.
Im örtlichen Denkmalverzeichnis ist das Wohnhaus unter der Erfassungsnummer 094 82056 als Baudenkmal verzeichnet.
Das Gebäude gilt als Teil des geschlossenen gründerzeitlichen Straßenzugs als städtebaulich und stadtgeschichtlich bedeutend.